# فرهنگ فرادست

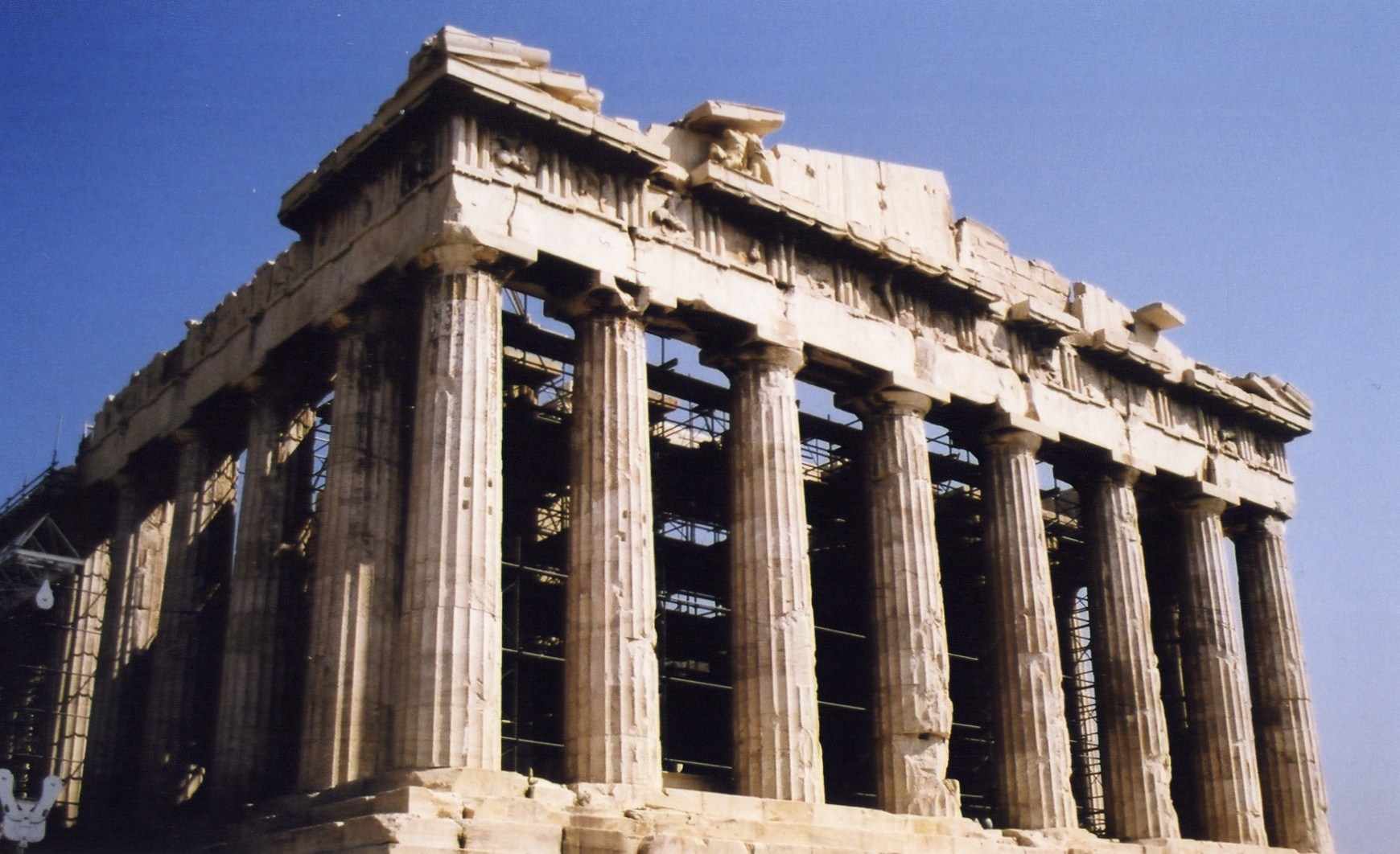
The پارتنون در آتن

فرهنگ فاخر (انگلیسی: High culture) ارزش زیبایی‌شناسانه محصولاتی فرهنگی را مشخص می‌کند که جامعه به‌طور کلی آن‌ها را به عنوان نمونه‌ای از هنر مورد توجه قرار می‌دهد. این نمونه‌ها می‌تواند شامل آثاری فکری نیز باشند که ارزش فلسفی، تاریخی یا ادبی دارند. همچنین می‌تواند شامل آموزش‌هایی شود که این‌گونه زیبایی‌شناسی و هدف‌های فکری را پرورش می‌دهند. در کاربرد عام آن این اصطلاح فرهنگ یک طبقه فرادست از نخبگان یا اینتلیجنتسیا را نشان می‌دهد. همین‌طور مخزنی مشترک و وسیع از دانش و سنت (مانند فرهنگ فولکلور) را مشخص می‌کند که سیستم نظام اجتماعی جامعه را ارتقا می‌دهد. از لحاظ جامعه‌شناختی، اصطلاح فرهنگ فرادست در برابر فرهنگ فرودست که شکلی از فرهنگ عامه است و طبقه‌های اجتماعی کم‌آموزش‌دیده مانند بربرها و توده‌ها را نمایندگی می‌کند، قرار دارد.